# Magnus Melander
Magnus Melander, född 1663, död 1723, var en svensk borgmästare och riksdagsman.

## Biografi
Magnus Melander föddes 1663. Han arbetade som borgmästare i Borås stad och var riksdagsledamot för borgarståndet i Borås vid riksdagen 1710, riksdagen 1713–1714, riksdagen 1719, riksdagen 1720 och riksdagen 1723. Melander avled under riksdagen 1723.